# Rodisme

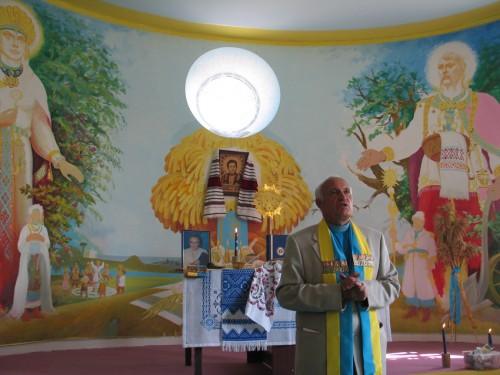
Un sacerdot de l'organització RUNVira predicant en un temple, a Ucraïna

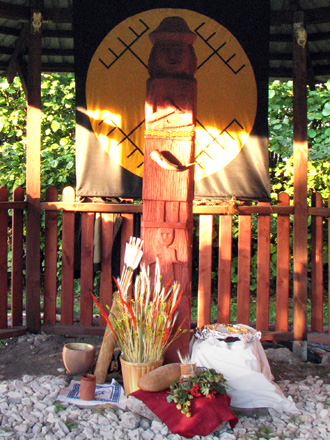
Altar en un temple de l'Església Nativa

El Rodisme - родянство (rus) - o Rodnoveria - родноверие / rodnovérie (rus) - és un moviment religiós neopaganista que està basat en l'antiga religió tradicional dels pobles eslaus i en la mitologia eslava, i que defensa la cultura, la mitologia, i les creences religioses eslaves.
"Rodisme" és un autodescriptor àmpliament acceptat a la comunitat, encara que hi ha organitzacions de Rodnoveria que caracteritzen encara més la religió, com ara el vedisme, l'Ortodòxia Rodista, o la Creença Antiga.

## Creences i pràctiques de la fe nativa eslava
Molts Rodistes consideren la seva religió com una continuació fidel de les antigues creences pre-cristianes que van sobreviure com a religió popular, o una "doble creença" conscient després de la cristianització dels eslaus a l'Edat Mitjana. El Rodisme es basa en fonts històriques i arqueològiques supervivents i la religió popular, sovint integrant-les amb fonts no eslaves com l'hinduisme (perquè es creu que provenen de la mateixa font protoindoeuropea). La teologia i la cosmologia del Rodisme es poden descriure com a panteisme i politeisme: culte al déu suprem de l'univers i adoració als múltiples déus, els avantpassats i els esperits de la natura que s'identifiquen a la cultura eslava. Els seguidors del Rodisme solen reunir-se en grups per fer cerimònies religioses. Aquestes cerimònies solen incloure la invocació dels déus, l'ofrena de sacrificis i l'abocament de libació, balls i àpats comunals de guisat de conill.

## Posicions del Rodisme sobre la moral i la identitat eslava
El pensament ètic del Rodisme posa l'accent en el bé del col·lectiu per sobre dels drets de l'individu. La religió és patriarcal, i les actituds envers el sexe i el gènere són generalment conservadores. El Rodisme ha desenvolupat soques distintives de filosofia política i identitària. Les organitzacions Rodistes sovint es caracteritzen com a religions ètniques, posant l'accent en la seva creença que la religió està lligada a l'ètnia eslava. Aquesta creença sovint es manifesta en formes de nacionalisme, oposició al mestissatge i la creença que existeixen diferències fonamentals entre grups racials. El Rodisme sovint glorifica la història eslava, criticant l'impacte del cristianisme als països eslaus i argumentant que aquestes nacions tindran un paper central en el futur del món. Els Rodistes comparteixen el fort sentiment que la seva religió representa un canvi paradigmàtic que superarà les limitacions mentals imposades pel feudalisme i la continuació del que anomenen "monoideologies".

## Història del moviment
El moviment Rodista organitzat contemporani va sorgir d'una multiplicitat de fonts i líders carismàtics al moment del col·lapse de la Unió Soviètica i es va estendre ràpidament durant els anys 1990s i els anys 2000. Els antecedents del Rodisme existien al romanticisme eslau de finals del segle xviii i XIX, que glorificava les creences precristianes de les societats eslaves. Van aparèixer a Polònia i Ucraïna durant les dècades de 1930 i 1940 un nombre de practicants religiosos actius que es dedicaven a establir la fe nativa eslava, mentre que la Unió Soviètica sota el lideratge de Joseph Stalin va promoure la investigació sobre l'antiga religió eslava. Després de la Segona Guerra Mundial i l'establiment d'estats comunistes a tot el Bloc de l'Est, es van establir noves variants de Rodisme per emigrants eslaus que vivien als països occidentals. Més tard, sobretot després de l'enfonsament de la Unió Soviètica, es van introduir a diferents països de l'Europa central i oriental. En els darrers temps, el moviment ha estat cada cop més estudiat per acadèmics.